# Sanys sublata
Sanys sublata là một loài bướm đêm trong họ Erebidae.